# JPL Small-Body Database
JPL Small-Body Database (SBDB) este o bază de date astronomice a obiectelor mici din sistemul solar. Acesta este întreținută de către Jet Propulsion Laboratory (JPL) și NASA și oferă date pentru toți asteroizi cunoscuți și unele comete, inclusiv parametrii orbitali și diagrame orbitale, diagrame fizice și liste de publicații legate de aceste corpuri mici. Baza de date este actualizată zilnic.